# Reed Club
El Reed Club  es un club de deportes de Guayaquil, Provincia del Guayas, Ecuador, fue fundado por los Hnos. John Mark Reed y Robert Allan Reed y empleados de "Reed & Reed". Su principal disciplina fue el béisbol, en dónde consiguió 14 títulos nacionales, siendo el tercer equipo con más títulos después de Emelec y Barcelona. También participó en el fútbol, cuando en 1948 compró la Categoría de "California" para jugar al fútbol oficial. Incursionó en la Serie B de la Federación Deportiva del Guayas con éxito en su debut en 1949. Perdió la opción de clasificar a la  Liga de Guayaquil frente al 9 de Octubre. En 1950 asciende a la División de Honor y en ese mismo año fundada la Asociación de Fútbol del Guayas participó en el Campeonato de Guayaquil de 1951. Al año siguiente no presentó equipo y se retiró del torneo. En gesto noble sus principales regalaron los pases a todos sus jugadores. Se limitó a jugar torneos comerciales ganando ese mismo año un cuadrangular a Maulme, Pepsi Cola y La Favorita.

## Estadios
Reed Park construido por John Mark Reed, que pese a su oposición fue nombrado así con justicia en 1936. En este antiguo escenario se disputaron los primeros campeonatos de béisbol y también se prestaba para los encuentros de fútbol organizados por la Federación Deportiva del Guayas. Se ubicaba en el barrio La Atarazana frente al Cementerio General de la Junta de Beneficencia y el Hospital General Luis Vernaza de la Junta de Beneficencia.

## Palmarés

### Campeonatos Era amateur
- Campeonato Amateur de Serie B (1): 1950

## Palmarés en otros deportes
- Liga Ecuatoriana de Béisbol (14):  1945, 1946, 1947, 1949, 1950, 1952, 1952, 1953, 1953, 1955, 1955, 1956, 1956, 1960

- Datos: Q22082710